# Nanjing Automobile Group
Nanjing Automobile Group Co., Ltd. ist ein  Kraftfahrzeughersteller aus der Volksrepublik China. Das Unternehmen wurde 1947 in Jiangsu gegründet und hat derzeit etwa 16.000 Beschäftigte. Nanjing Automobile erreicht eine Produktion von rund 200.000 Fahrzeugen im Jahr. Die Kernprodukte sind Lastkraftwagen und Reisebusse.
Außerdem gibt es für Nutzfahrzeuge unter der Marke Yuejin das Unternehmen Yuejin Motor.
Im Juli 2005 hat Nanjing Automobile die MG Rover Group und somit die Marken MG, Morris, Wolseley, Austin und Austin-Healey gekauft, von denen derzeit nur MG genutzt wird. Als Rover-Pendant dagegen gilt die von der NAC im Jahre 2006 eingeführte Marke Roewe. Mit deren Einführung wurde das ehemalige Joint Venture mit der Fiat S.p.A. beendet.
Ende 2007 übernahm die Shanghai Automotive Industry Corporation den Hersteller Nanjing zum Preis von 1,9 Milliarden US-$.

## Joint Ventures
- Nanjing Vehicle, Nutzfahrzeuge der Marke Iveco seit 1996
- Nanjing Fiat Automobile, Pkw der Marke Fiat von 1999 bis 2006